# الیاس مندز ترینداد
الیاس مندز ترینداد (به پرتغالی: Elias Mendes Trindade) هافبک اهل برزیل است که در شهر سائوپائولو و در تاریخ ۱۶ مهٔ ۱۹۸۵ به دنیا آمده‌است.
الیاس مندز ترینداد در تیم‌های فوتبال Náutico ،São Bento،Juventus،Ponte Preta، کورینتیانس و اتلتیکو مادرید سابقهٔ حضور دارد. این بازیکن همچنین در سال، 2010 13 بار برای، تیم ملی فوتبال برزیل به میدان رفته‌است 